# Torneo de Chennai
El Torneo de Chennai (en inglés Aircel Chennai Open) fue uno de los dos torneos oficiales que se disputaban en la India anualmente. Era el segundo torneo de ATP que se disputa en el año. Se celebraba desde 1996, y hasta el 2000, año en que se movió a la primera semana de enero, el torneo se jugaba en abril. Servía como preparación para el Abierto de Australia, debido a que ambos torneos se realizan sobre superficie dura.
Pertenecía a la categoría ATP World Tour 250, cuarta más importante a nivel profesional. Para 2009 el torneo repartió US$ 450.000 en premios. El último ganador fue Roberto Bautista y el jugador que más veces lo ha ganado ha sido Stan Wawrinka en cuatro ocasiones.
En sus primeros seis eventos se llamó Gold Flake Open, para el 2002 paso a llamarse Tata Open, conservando ese nombre en tres ediciones. El nombre desde 2005 era Chennai Open. Siempre se realizó en la ciudad de Chennai a excepción de la primera edición.
A partir del 2018, será trasladado a otra ciudad debido a la insatisfacción de las “demandas comerciales” por parte de su patrocinador principal IMG. El destino en el calendario para este torneo es la ciudad de Pune, en el mismo país.

## Campeones

### Individuales masculinos
| Año  | Campeón             | Finalista              | Resultado                 |
| 1996 | Thomas Enqvist      | Byron Black            | 6-2, 7-6(3)               |
| 1997 | Mikael Tillström    | Alex Radulescu         | 6-4, 4-6, 7-5             |
| 1998 | Patrick Rafter      | Mikael Tillström       | 6-3, 6-4                  |
| 1999 | Byron Black         | Rainer Schuettler      | 6-4, 1-6, 6-3             |
| 2000 | Jérôme Golmard      | Markus Hantschk        | 6-3, 6-7(6), 6-3          |
| 2001 | Michal Tabara       | Andréi Stoliarov       | 6-2, 7-6(4)               |
| 2002 | Guillermo Cañas     | Paradorn Srichaphan    | 6-4, 7-6(2)               |
| 2003 | Paradorn Srichaphan | Karol Kučera           | 6-3, 6-1                  |
| 2004 | Carlos Moyá         | Paradorn Srichaphan    | 6-4, 3-6, 7-6(5)          |
| 2005 | Carlos Moyá         | Paradorn Srichaphan    | 3-6, 6-4, 7-6(5)          |
| 2006 | Ivan Ljubičić       | Carlos Moyá            | 7-6(2), 6-2               |
| 2007 | Xavier Malisse      | Stefan Koubek          | 6-1, 6-3                  |
| 2008 | Mijaíl Yuzhny       | Rafael Nadal           | 6-0, 6-1                  |
| 2009 | Marin Čilić         | Somdev Devvarman       | 6-4, 7-6(3)               |
| 2010 | Marin Čilić         | Stanislas Wawrinka     | 7-6(2), 7-6(3)            |
| 2011 | Stanislas Wawrinka  | Xavier Malisse         | 7-5, 4-6, 6-1             |
| 2012 | Milos Raonic        | Janko Tipsarević       | 6-7 (4), 7-6 (4), 7-6 (4) |
| 2013 | Janko Tipsarević    | Roberto Bautista       | 3-6, 6-1, 6-3             |
| 2014 | Stanislas Wawrinka  | Édouard Roger-Vasselin | 7-5, 6-2                  |
| 2015 | Stanislas Wawrinka  | Aljaž Bedene           | 6-3, 6-4                  |
| 2016 | Stanislas Wawrinka  | Borna Ćorić            | 6-3, 7-5                  |
| 2017 | Roberto Bautista    | Daniil Medvédev        | 6-3, 6-4                  |

### Dobles masculinos
| Año  | Campeones                             | Finalistas                              | Resultado             |
| 1996 | Jonas Björkman Nicklas Kulti          | Byron Black Sandon Stolle               | 4-6, 6-4, 6-4         |
| 1997 | Leander Paes Mahesh Bhupathi          | Oleg Ogorodov Eyal Ran                  | 7-6, 7-5              |
| 1998 | Leander Paes Mahesh Bhupathi          | Olivier Delaître Max Mirnyi             | 6-7, 6-3, 6-2         |
| 1999 | Leander Paes Mahesh Bhupathi          | Wayne Black Neville Godwin              | 4-6, 7-5, 6-4         |
| 2000 | Julien Boutter Christophe Rochus      | Prahlad Srinath Saurav Panja            | 7-5, 6-1              |
| 2001 | Byron Black Wayne Black               | Barry Cowan Mose Navarra                | 6-3, 6-4              |
| 2002 | Leander Paes Mahesh Bhupathi          | Tomáš Cibulec Ota Fukárek               | 5-7, 6-2, 7-5         |
| 2003 | Julian Knowle Michael Kohlmann        | František Čermák Leoš Friedl            | 7-6(1), 7-6(3)        |
| 2004 | Rafael Nadal Tommy Robredo            | Jonathan Erlich Andy Ram                | 7-6(3), 4-6, 6-3      |
| 2005 | Rainer Schüttler Yen-Hsun Lu          | Mahesh Bhupathi Jonas Björkman          | 7-5, 4-6, 7-6(4)      |
| 2006 | Michal Mertiňák Petr Pála             | Prakash Amritraj Rohan Bopanna          | 6-2, 7-5              |
| 2007 | Xavier Malisse Dick Norman            | Rafael Nadal Bartolomé Salva-Vidal      | 7-6(4), 7-6(4)        |
| 2008 | Sanchai Ratiwatana Sonchat Ratiwatana | Marcos Baghdatis Marc Gicquel           | 6-4, 7-5              |
| 2009 | Eric Butorac Rajeev Ram               | Jean-Claude Scherrer Stanislas Wawrinka | 6-3, 6-4              |
| 2010 | Marcel Granollers Santiago Ventura    | Yen-Hsun Lu Janko Tipsarević            | 7-5, 6-2              |
| 2011 | Leander Paes Mahesh Bhupathi          | Robin Haase David Martin                | 6-2 6-7(3) 10-7 (MTB) |
| 2012 | Leander Paes Janko Tipsarević         | Jonathan Erlich Andy Ram                | 6–4, 6–4              |
| 2013 | Benoît Paire Stanislas Wawrinka       | Andre Begemann Martin Emmrich           | 6-2, 6-1              |
| 2014 | Johan Brunstrom Frederik Nielsen      | Marin Draganja Mate Pavić               | 6-2, 4-6, [10-7]      |
| 2015 | Lu Yen-hsun Jonathan Marray           | Raven Klaasen Leander Paes              | 6–3, 7–6(4)           |
| 2016 | Olivier Marach Fabrice Martin         | Austin Krajicek Benoît Paire            | 6-3, 7-5              |
| 2017 | Rohan Bopanna Jeevan Nedunchezhiyan   | Purav Raja Divij Sharan                 | 6-3, 6-4              |

1. ↑  «El ATP de Chennai, tras 21 años en el calendario, se traslada a Pune | Todo Sobre Tenis». Todo Sobre Tenis. 20 de julio de 2017. Consultado el 20 de julio de 2017.
2. 1 2  La primera edición del torneo, en 1996, se jugó en la ciudad de Nueva Delhi